# Групова збагачувальна фабрика «Партизанська»
Групова збагачувальна фабрика «Партиза́нська» — збагачувальна фабрика, збудована за проєктом інституту «Дніпродіпрошахт» і введена в дію у 1961 році з проєктною потужністю 450 тис. тонн як індивідуальна фабрика шахти № 23.

## Характеристика
Технологічна схема збагачення антрациту передбачала виділення сухого відсіву 0—6 мм і збагачення класу 6—100 мм у мийних жолобах з його подальшим розсівом на товарні сорти 6—13, 13—25 та 25—100 мм. У 1968 році жолоби замінили на відсаджувальну машину для збагачення класу 6—25 мм. Для класу 25—100 мм застосовано важкосередовищний сепаратор. Одночасно вдосконалили схему обробки шламів та зневоднювання дрібного антрациту з застосуванням гідроциклонів, центрифуги та стрічкового вакуум-фільтра. Спорудження ями привізної сировини дозволило збільшити виробничу потужність до 1250 тис. тонн на рік.
Місцезнаходження: м. Антрацит, Луганська обл., залізнична станція Антрацит.